# Gorete Milagres
Maria Gorete da Silva Araújo (Conselheiro Lafaiete, 1 de dezembro de 1963), mais conhecida como Gorete Milagres, é uma atriz e comediante brasileira. Ficou nacionalmente conhecida por interpretar a doméstica mineira Filó nos programas A Praça é Nossa e Ô... Coitado! a partir da década de 1990.

## Carreira
Gorete tornou-se conhecida pela personagem Filomena,  com o bordão «Ô Coitado!». Gorete é formada pelo TU – Teatro Universitário da UFMG – Belo Horizonte e Roteirista pela Universidade Anhembi / Morumbi – São Paulo.
No seu primeiro ano do TU, escreveu um texto para sua personagem Filomena que já era encenada para amigos e familiares desde sua adolescência e a apresentou para um diretor paulista que iria dirigir a Opereta Il Festino, que reunia o Teatro Universitário, a Escola de Música e o Coral Ars Novas da UFMG. Foi aprovada e selecionada para protagonizar o espetáculo interpretando o hilário personagem Arlequim da Comédia Dell’ Arte. Para essa composição, a atriz teve um treinamento intensivo com estudos de roteiros, corpo e improvisação da comédia Italiana.
No seu espetáculo de formatura interpretou outro personagem cômico e masculino: Trinculo do espetáculo Tempestade – Versão do antilhano Aimé Césaire da comedia Shakespeare. Em seguida foi chamada para integrar o grupo de Teatro de Rua Atrás do Pano em Belo Horizonte, e com essa companhia participou com um espetáculo do FIT/BH – Festival Internacional de Teatro de Palco e Rua. Nesse mesmo evento, estreia a sua Filomena, com o roteiro baseado e inspirado na comédia Italiana, em um pocket show e caiu na graça do publico Mineiro. A partir daí, começou a desenvolver uma carreira solo, com vários personagens cômicos.
O trabalho de Gorete Milagres é pautado na humanização de suas criações e, na tentativa de aproximá-las cada vez mais ao povo, ela nunca abre mão da improvisação, sua marca registrada. Gorete faz um resgate da cultura popular com um humor caloroso simpático para um variado público de todas as idades. Depois de conquistar o publico Mineiro, levou Filomena, sua mais famosa criação para a televisão. Desde então atraiu as atenções da mídia nacional, que apontava a aparição da personagem como líder do IBOPE. O bordão “Ô Coitado!”, levou Filomena além das montanhas de Minas e ganhou o Brasil, de norte a sul e também o exterior.
Em 2012, Gorete Milagres retorna aos palcos para comemorar os 18 anos de criação da personagem Filomena. Em seu novo espetáculo solo, FILÓdáEMPREGO.com, a atriz mostra as transformações que “Filó” passou nos últimos anos. Esperta como ela só, nesses tempos de mudança, onde está mais fácil arrumar marido do que uma empregada, ela abre as portas da sua agencia FILÓdáEMPREGO.com, oferecendo dicas a empregadas e patrões e muitas gargalhadas a todos.
Em julho de 2013, Gorete Milagres lança o livro infantil 'Filomena - Minha História'. Publicado pela Matrix Editora, o livro aborda, por meio de um texto ficcional, a vida da Filó de uma forma divertida e bem-humorada, ressaltando aspectos do universo caipira e também mostrando conceitos de cidadania, respeito e sustentabilidade. 
Sensibilizada com o desastre ambiental ocorrido na cidade mineira de Mariana, em novembro de 2015 e que que se estendeu por vários outro Municípios, a atriz Gorete Milagres juntamente com o fotógrafo Domenico Pugliese, levou a sua personagem Filó para percorrer a rota das cidades afetadas por essa tragédia e realizar o documentário Rio Doce – 60 Dias Depois, disponibilizado em seu canal do Youtube e disposta a alertar a população sobre a situação da região afetada e incentivar doações de água mineral para as vítimas da maior tragédia ambiental da história do Brasil.
Com 25 anos de carreira, atuando no Teatro, Cinema e TV- programas humorísticos, novelas e seriados, a atriz já recebeu vários prêmios pelo seu desempenho. Gorete tem duas filhas, a atriz Alice Mondaca Milagres e a modelo Maria Milagres Rique.
Em 2017, ela lança seu canal no Youtube, com a postagem de vídeos de seu acervo e produções especificas para a internet.

## Filmografia

### Televisão
| Ano       | Título                      | Personagem                     | Notas                                                          |
| --------- | --------------------------- | ------------------------------ | -------------------------------------------------------------- |
| 1996–1998 | A Praça É Nossa             | Filomena Maria de Jesus (Filó) |                                                                |
| 1999–2000 | Ô... Coitado!               | Filomena Maria de Jesus (Filó) |                                                                |
| 1999–2000 | Ô... Coitado!               | Marlette Villares              |                                                                |
| 1999–2000 | Ô... Coitado!               | Zulurdes                       |                                                                |
| 2002      | SBT Palace Hotel            | Filomena Maria de Jesus (Filó) |                                                                |
| 2004–2006 | Show do Tom                 | Filomena Maria de Jesus (Filó) |                                                                |
| 2005      | Dedé e o Comando Maluco     | Filomena Maria de Jesus (Filó) | Episódio: "17 de julho"                                        |
| 2005      | Prova de Amor               | Margarete                      | Episódios: "12–22 de novembro"                                 |
| 2007      | Amor e Intrigas             | Jacira da Silva Campos         |                                                                |
| 2009      | Promessas de Amor           | Renata Avelar                  |                                                                |
| 2010      | Balada, Baladão             | Cobradora                      | Especial de fim de ano                                         |
| 2012–2014 | Pedro & Bianca              | Zuleika Soares Araújo (Zuzu)   |                                                                |
| 2014–2015 | Trair e Coçar é Só Começar  | Zilda                          |                                                                |
| 2016      | Treme Treme                 | Filomena Maria de Jesus (Filó) | Episódio: "Criança Terrível!" Episódio: "Chico Confunde Tudo!" |
| 2017      | Xilindró                    | Tia Cida                       | Episódio: "Incêndio"                                           |
| 2018      | Vai que Cola                | Aurelina                       | Episódio: "Mulheres de Areia"                                  |
| 2018      | Malhação: Vidas Brasileiras | Elizabeth Müller (Beth)        | Episódios: "21 de setembro – 4 de outubro"                     |
| 2020      | Os Roni                     | Shin Nezza                     | Episódio: 9 de junho                                           |
| 2022      | Nóis na Firma               | Filomena Maria de Jesus (Filó) |                                                                |

### Cinema
| Ano  | Título                              | Personagem           |
| ---- | ----------------------------------- | -------------------- |
| 2002 | Samba Canção                        | Secretária           |
| 2005 | Tapete Vermelho                     | Zulmira              |
| 2006 | Acredite, um Espírito Baixou em Mim | Escandalosa da boate |
| 2010 | Reflexões de um Liquidificador      | Teresa               |
| 2015 | A Hora e a Vez de Augusto Matraga   | Sariema              |
| 2019 | Cine Holliúdy 2: A Chibata Sideral  | Edna                 |

### Internet
| Ano             | Título          | Papel         | Plataforma |
| --------------- | --------------- | ------------- | ---------- |
| 2009 - presente | Gorete Milagres | Apresentadora | YouTube    |

## Premiações
- Em 2006, Gorete foi agraciada com o prêmio de melhor atriz no Cine Pernambuco – Festival do Audiovisual.
- Já em 2014, a série da TV Cultura Pedro & Bianca na qual interpretava Zuzu recebeu o Emmy internacional de melhor série infantil.[13]
- 2014 - PRIX JEUNESSE INTERNATIONAL  PEDRO E BIANCA[14]
- 2014- PRIX JEUNESSE IBEROAMERICANO  PEDRO E BIANCA
- 2008 - Prêmio Melhor atriz com o filme TAPETE VERMELHO
- 2007 – Prêmio Melhor atriz com o filme TAPETE VERMELHO – SESI-SP[15]
- 2000 – Prêmio Revelação na TV – Prêmio Bonsucesso – BH/MG
- 2000 – Prêmio Reconhecimento Franca – SP
- 1999 – Prêmio Reconhecimento Humorista – Prefeitura BH/MG
- 1997 – Prêmio SATED/MG - Melhor Humorista – Com a personagem Filomena com trabalhos realizados nas ruas, ônibus, metrôs e espaços alternativos de Belo Horizonte.

## Vida pessoal
Gorete tem duas filhas chamadas Alice e Maria, fez faculdade de cinema em São Paulo e antes de iniciar a carreira artística foi bancária. Alice também começa a fazer carreira de atriz, atuando em Malhação. "Milagres" é o sobrenome de sua mãe, Elzy Milagres de Araújo, a quem ela decidiu homenagear.[carece de fontes?]